# Eberhardine Luise von Württemberg

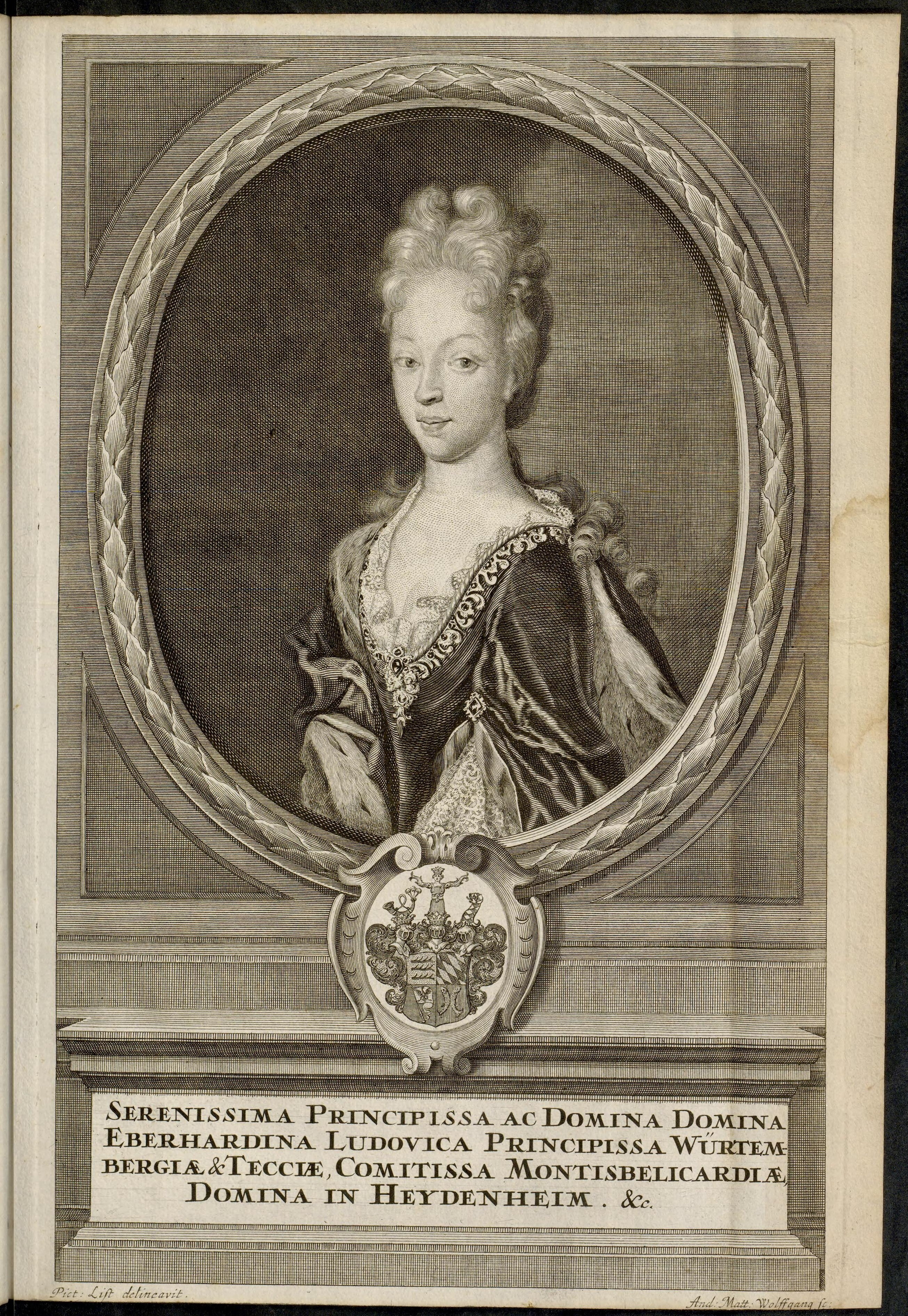
Eberhardine Luise von Württemberg (1675–1707)

Eberhardine Luise von Württemberg (* 11. Oktober 1675 in Stuttgart; † 26. März 1707 ebenda) war eine württembergische Prinzessin.
Nachdem die zweitgeborene, am 14. Oktober 1675 getaufte Tochter von Herzog Wilhelm Ludwig von Württemberg und dessen Gemahlin Magdalena Sibylla im Alter von nicht einmal zwei Jahren ihren Vater verloren hatte, nahm ihr – bis zur Volljährigkeit des jüngeren Bruders und späteren Herzogs Eberhard Ludwig als Administrator des Herzogtums eingesetzter – Onkel Friedrich Karl von Württemberg-Winnental an Vatters-Statt Einfluss auf ihr Leben. Er übergab sie seiner Dame d'honneur, der Hofmeisterin Margaretha von Wachenheim (1629–1699), zur Erziehung, um sie – so wird jedenfalls vermutet – dem Einfluss ihrer strenggläubigen Mutter zu entziehen. Qualifizierte Lehrer sorgten für eine standesgemäße Ausbildung; sie habe gute Zuneigung und Lust gehabt, so wird berichtet, auch zu einigen außländischen Sprachen, und denen Fürstlichen Persohnen wohlanständigen und nutzlichen Genealogischen, Geographischen und Historischen Wissenschaften neben der Musiq und habe es hierin zu mehrerer Perfection gebracht. Gleichwohl blieb Eberhardine Luise unverheiratet, möglicherweise weil sie seit ihrer Kindheit offenbar größere gesundheitliche Probleme hatte. Bereits im achten Lebensjahr waren Herzbeschwerden (sorgliches Hertzklopffen) aufgetreten, danach verfiel sie mehr und mehr in eine kränckliche Leibs-Disposition. Im Alter von 31 Jahren erlag sie schließlich nach zweiwöchigem Krankenlager einer Lungenentzündung. Am 31. März 1707 wurde sie in der Fürstengruft der Stuttgarter Stiftskirche beigesetzt.